# Colesterolo 25-idrossilasi
La colesterolo 25-idrossilasi è un enzima appartenente alla classe delle ossidoreduttasi, che catalizza la seguente reazione:
colesterolo + AH2 + O2 ⇄ 25-idrosscolesterolo + A + H2O
A differenza della maggior parte delle sterolo idrossilasi, questo enzima non è un citocromo P-450. Utilizza invece i cofattori diferrici per catalizzare l'idrossilazione dei substrati idrofobici. Il cofattore diferrico può essere sia Fe-O-Fe che Fe-OH-Fe ed è legato all'enzima mediante interazioni con i residui di istidina e di acido glutammico. Nelle colture cellulari, questo enzima regola negativamente la sintesi del colesterolo ed il processamento delle sterol regulatory element binding proteins (proteine che legano il sito regolatorio dello sterolo, SREBPs).